# Nørre Vilstrup
Nørre Vilstrup – miasto w Danii, w regionie Dania Południowa, w gminie Vejle.